# Diplopteraster verrucosus
Diplopteraster verrucosus är en sjöstjärneart som först beskrevs av Percy Sladen 1882.  Diplopteraster verrucosus ingår i släktet Diplopteraster och familjen knubbsjöstjärnor. Inga underarter finns listade i Catalogue of Life.